# Wiejsiejski Park Regionalny
Wiejsiejski Park Regionalny (lit. Veisiejų regioninis parkas) - park regionalny na Litwie, położony w południowej Dzukii, przy granicy z Polską i Białorusią. Utworzony został w 1992 r. i obejmuje powierzchnię 12 200 ha.